# Drei Menschen
Drei Menschen (russisch Трое) ist ein Roman des russischen Schriftstellers Maxim Gorki, dessen Niederschrift im Januar 1901 abgeschlossen wurde. In dem Journal Schisn wurde der Text ab dem Novemberheft 1900 bis zum Verbot des Blattes im Frühsommer 1901 vorabgedruckt. Die vollständige Publikation des Romans erfolgte 1902 zusammen mit dem Lied vom Sturmvogel in der Sankt Petersburger Verlagsgemeinschaft Snanije. In Berlin brachte Bruno Cassirer im selben Jahr die Übertragung ins Deutsche von August Scholz heraus.
Der Romantitel meint, drei junge Männer wollen in einer nicht benannten russischen Stadt ihr Glück machen. Dies gelingt nur Pawel Ssawelitsch Gratschew. Seine beiden Freunde Ilja Jakowlewitsch Lunew und Jakow Filimonow scheitern. Aber eigentlich ist der Text als Lebensbeschreibung oder genauer als Psychoanalyse des Hausierers Ilja zu lesen. Dieser Protagonist hat einen Wucherer ermordet.

## Inhalt
Ilja Lunews Vorfahren waren Bauern aus den Wäldern von Kershenez. Als Iljas Vater nach Sibirien verbannt worden war, kümmerte sich der bucklige Terentij, ein Onkel väterlicherseits, um den kräftigen zehnjährigen Jungen. Iljas Mutter hatte während einer Feuersbrunst im Dorf, dem Auslöser für die Verbannung des Vaters, den Verstand verloren. Weil Onkel Terentij daheim kein Auskommen hat, geht er mit dem Neffen in die nächstgelegene Stadt. Dort kommen beide im Hause des Schankwirts Petrucha Filimonow, eines Verwandten, unter. In der Stadt gilt der Schankwirt Petrucha Filimonow als Hehler und Betrüger. Im Hause sind etwa soviel Leute zusammengepfercht wie in Iljas Dorf insgesamt wohnen. Im Keller haust der fleißige Schuster Perfischka, ein Trunkenbold, mit seinen kranken, gelähmten Frau und der siebenjährigen zarten Tochter Mascha. Ilja hat sich bald den sanften, blonden Jakow Petrucha, den Sohn des Wirts, zum Kameraden gemacht. Beide Jungen kümmern sich, seit es mit der Schustersfrau zu Ende geht, um Mascha. Im Hause arbeitet sogar ein Schmied – der hochgewachsene, sehnige Ssawel Gratschew. Onkel Terentij freundet sich mit einem anderen Hausbewohner an – dem alten, alleinstehenden Lumpensammler Jeremjej. Ilja wird Jeremjejs Gehilfe.
Ssawel Gratschew erschlägt seine ungetreue Ehefrau mit der Schmiedezange und kommt ins Gefängnis. Pawel Gratschew, der Sohn des Schmieds, wird vom Schuster Perfischka aufgenommen. Der Lumpensammler Jeremjej erkrankt und stirbt. Petrucha und Onkel Terentij eignen sich die beträchtliche Barschaft des Verstorbenen an. Petrucha bringt Ilja im Fischladen des 55-jährigen Kaufmanns Kiril Iwanytsch Strogany, einem Stadtverordneten, unter. Ilja beobachtet, wie die beiden Angestellten den Kaufmann bestehlen, plaudert – in die Enge getrieben – sein Wissen aus und wird dafür entlassen.
Ilja, inzwischen fünfzehn Jahre alt, zieht fortan als Hausierer mit einem Berg Kleinkram auf dem Buckel durch die Stadt. Seine neue Geschäftsidee hatte der Junge beim zunächst widerstrebenden Onkel Terentij durchgesetzt. Wenn sich Ilja, Jakow und Mascha abends ihre Erlebnisse erzählen, nimmt auch manchmal der inzwischen 46-jährige Schuster Perfischka an der Teegesellschaft teil. Ilja berichtet über die Willkür der Polizei. Jakow erzählt zumeist von seiner Lektüre, die er, am Buffet des Vaters arbeitend, tagsüber zwischendurch verschlungen hat.
Pawel schmiedet Verse, arbeitet in einer Buchdruckerei und ist von einem Unterleibstyphus geheilt. Als er sich im Hause des behandelnden Arztes in das Zimmermädchen Wjera Kapitanowa  verliebt hatte, war Wjera dieser Liebschaft wegen entlassen worden. Pawel nimmt Ilja in das Bordell der Frau Wassa Ssidorowna mit. Wjera hat dort als Prostituierte Arbeit gefunden. In dem Bordell lernt Ilja die 27-jährige Dirne Olympiada Danilowna Schlykowa kennen. Zwar verliebt sich Ilja nicht in die Frau, doch er kann ohne sie bald nicht mehr sein. Olympiada wird überdies von dem alten reichen Geldwechsler Wassilij Gawrilowitsch Poluektow ausgehalten und natürlich von dessen „lüsternen Händen besudelt“. Ilja sucht den verwitweten Wucherer und Hehler in seinem Geschäft auf, erwürgt ihn im Affekt und erbeutet um die zweitausend Rubel. Daheim gesteht er Mascha lauthals die Tat. Das Geständnis unter vier Augen bleibt für den Täter ohne Folgen.
Die Geheimpolizei war bei Olympiada. Die verhörte Frau errät den Täter. Sie gibt Ilja kaltblütig Aussage-Empfehlungen für sein bevorstehendes Verhör. Ilja gesteht Olympiada die Tat. Als Antwort gesteht sie Ilja ihre Liebe und erzählt ihm, wie sie Hure wurde. Der Stiefvater hatte sie als junges Mädchen vergewaltigt.
Der Schankwirt Petrucha wird vom Reviervorsteher zu Iljas Person genauestens befragt. Das Gerichtsgebäude verlässt Ilja nach der Vorladung beim Untersuchungsrichter als freier Mann. Onkel Terentij erzählt Ilja Gerüchte weiter. Nach denen solle er in die Ermordung des Wucherers verwickelt sein. Ilja trägt sich mit dem Gedanken, seine Tat zu bekennen.
Der Schuster Perfischka verkuppelt seine Tochter Mascha mit dem 50-jährigen Krämer Chrjenow, einem Witwer. Onkel Terentij kann sich die zusammen mit dem Schankwirt Petrucha begangene Bereicherung am Vermögen des verstorbenen Lumpensammlers Jeremjej nicht verzeihen und sucht Vergebung auf einer Pilgerreise durch Russland. Petrucha muss seinen Sohn Jakow ins Krankenhaus bringen lassen, nachdem er ihn verprügelt hat. Der schwindsüchtige Jakow, der stets über den Tod nachdenkt, hatte den Vater einen Dieb genannt, als die Rede auf den Lumpensammler gekommen war. Als Ilja von dem Unglück seines Freundes Jakow erfährt, greift er den Hauswirt tätlich an und muss sich danach eine neue Unterkunft suchen. Ilja kommt als Untermieter im Haushalt des kinderlosen 26-jährigen Revieraufsehers Kirik Nikodimowitsch Awtomonow und dessen rühriger Ehefrau Tatjana Wlaßjewna unter. Gelegentlich, wenn die drei abends Karten spielen, bringt Ilja den Mord zur Sprache. Die Hausfrau erwidert, der Täter habe Glück gehabt. Das Ehepaar riecht bei Ilja Geld und überredet den Hausierer zur gemeinsamen Eröffnung eines Galanteriewarenladens. Die Hausfrau wirft sich dem Untermieter an den Hals. Ilja beginnt eine Affäre mit seiner Teilhaberin. Das Techtelmechtel ist nicht von Dauer. Als Ilja merkt, wie Tatjana ihn übervorteilt, geht er auf Distanz: „Was für ein schamloses Weib bist du doch, Tanja!“ Onkel Terentij, von der Pilgerreise heimgekehrt, nistet sich bei seinem Neffen Ilja ein und arbeitet im Laden mit. Tatjana ist dagegen, denn vor einem Buckligen fürchteten sich die Kunden.
Pawel hat sich bei Wjera angesteckt. Als die Geliebte ihm davongelaufen ist, will er sie suchen und erstechen. Mascha flüchtet zu Ilja. Die Frau wurde von ihrem Ehemann, dem Krämer Chrjenow, malträtiert und übelst zugerichtet. Ilja sucht den Freund Jakow im Krankenhaus auf. Der Todgeweihte stille Junge siecht dahin. Gorki schreibt, Ilja habe das Krankenhaus mit einem Hass auf das Leben verlassen, „der... schon fast die Grundlage seines Seelenlebens bildete...“
Ilja sucht die nächste Kirche auf, aber Reue will sich nicht einstellen. Er denkt an Jakows Worte: „Es muß interessant sein zu sterben.“ Zeit für ausgedehnte Spaziergänge durch die Stadt findet Ilja, dem der alte Tatendrang abhandenkommt, genug. Einmal führt ihn der Weg zufällig an den Grabstein seines Opfers Poluektow. Ilja spricht den Toten an: „Deinetwegen, Verfluchter, hab' ich mein ganzes leben zertrümmert,...“ In seinem Laden beschäftigt Ilja den zwölfjährigen Gawrik als Laufburschen. Mitunter sucht die 19-jährige wohlgebaute, doch gar nicht hübsche Gymnasiastin Ssofia Nikonowna Medwjedewa ihren Bruder Gawrik im Laden auf. Ssofia will Mascha einen Advokaten im Prozess gegen den Ehemann besorgen. Das hochgebildete Mädchen liebt die Kaufleute nicht; verachtet also den Händler Ilja. Lebt er doch von fremder Arbeit. Pawel verliebt sich in Ssofia und widmet ihr eines seiner publizierten Gedichte.
Ilja will sich aufhängen. Soll doch der Onkel im Laden weitermachen. Gedacht, getan. Auf Tatjana Wlaßjewnas Geburtstagsparty packt Ilja vor dem perplexen Hausherrn Kirik Awtomonow und den konsternierten geladenen Wohlstandsbürgern aus: Das Geburtstagskind war seine Bettgefährtin und er hat den Wucherer Poluektow umgebracht. Die Polizei wird gerufen und führt den Geständigen ab. Unterwegs reißt sich Ilja los und bricht sich im vollen Lauf gegen eine steinerne Mauer den Schädel. Exitus.

## Selbstzeugnis
- Gorki schreibt um 1902 nach der Überarbeitung und Kürzung der 2. Auflage des Romans an K. P. Pjatnizki[3]: „Ich denke, die Pflicht eines anständigen Schriftstellers ist es, ein dem Publikum unangenehmer Schriftsteller zu sein, und die höchste Kunst besteht in der Kunst, die Menschen zu erzürnen.“[4]

## Rezeption
- Der Mordfall habe seinerzeit die russische Literaturkritik an Schuld und Sühne erinnert.[5] Dem habe später die sowjetische Literaturkritik bis zu Stalins Todesjahr 1953 mit der Behauptung widersprochen, Gorki habe Dostojewski in dem Fall lediglich parodiert.[6]
- Die zuständigen russischen Behörden hätten nach Erscheinen des Romans seine Botschaft wohl registriert: Der Kapitalismus ist der Feind des Arbeiters. Also schränkten die Beamten die Bewegungsfreiheit des Autors ein. Gorki durfte Arsamas nicht verlassen.[7]

## Deutschsprachige Ausgaben
- Drei Menschen. Ein Roman. Einzige autorisierte deutsche Ausgabe. Aus dem Russischen von August Scholz. Bruno Cassirer, Berlin 1902. 543 Seiten, Ornamente von Th. Th. Heine. Erstausgabe
- Drei Menschen. Einzig autorisierte deutsche Ausgabe übersetzt von August Scholz. (= Der Neue Roman). Kurt Wolff Verlag Leipzig 1923. 529 Seiten

### Verwendete Ausgabe
- Drei Menschen. Roman. Einzige autorisierte Übersetzung aus dem Russischen von August Scholz. 463 Seiten. Bd. 4 aus: Maxim Gorki: Gesammelte Werke in Einzelausgaben. Malik-Verlag, Berlin 1926